# جيف مكدونالد
جيف مكدونالد (بالإنجليزية: Jeff McDonald)‏ هو مغني أمريكي، ولد في 1963.

## وصلات خارجية
- جيف مكدونالد على موقع IMDb (الإنجليزية)
- جيف مكدونالد على موقع ميوزك برينز (الإنجليزية)
- جيف مكدونالد على موقع أول ميوزيك (الإنجليزية)
- جيف مكدونالد على موقع أول ميوزيك (الإنجليزية)
- جيف مكدونالد على موقع ديسكوغز (الإنجليزية)
- جيف مكدونالد على موقع قاعدة بيانات الفيلم (الإنجليزية)